# Kruisbergse bossen
De Kruisbergse bossen is een bosgebied met rivierduinen en vennen ten noordwesten van de stad Doetinchem. Het is aardkundig waardevol natuurgebied. 

## Geschiedenis
Uit onderzoek is gebleken dat er rond het begin van de jaartelling Romeinen in het bos hebben gebivakkeerd.
Een spoor uit de middeleeuwen bevindt zich aan de rand van de bossen. Daar staat de havezate Hagen, in de volksmond beter bekend als kasteel De Kelder. De bossen van landgoed Hagen behoorden bij het landhuis. Begin jaren 70 van de twintigste eeuw is het landgoed aan de  Vereniging Natuurmonumenten verkocht.

## Recreatie
De bossen worden veel bezocht door wandelaars, ruiters en andere sporters. Aan de zuidrand ligt het Slingeland Ziekenhuis en wat verderop bevindt zich verpleeghuis Den Ooiman. Voor rolstoelafhankelijken zijn daarom verharde paden door het bos aangelegd die een route van ongeveer 4 kilometer vormen.

## Reliëf

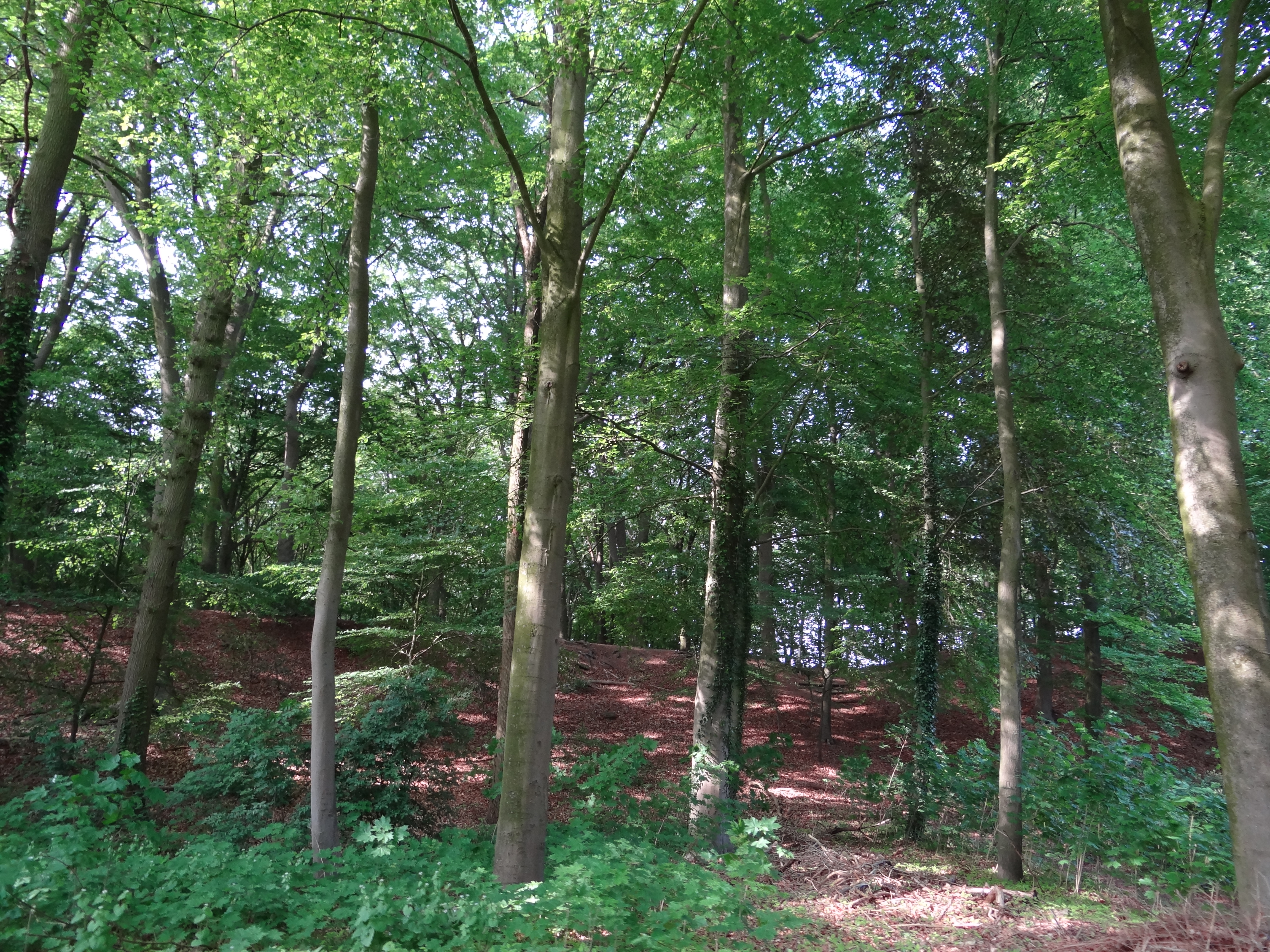
rivierduinen

Opvallend voor het bosgebied is dat er veel hoogteverschillen te vinden zijn. De bossen bevinden zich op een complex van rivierduinen dat zo’n 10.000 jaar geleden door de wind is gevormd uit eerder afgezet rivierzand. Het hoogste punt ligt op ongeveer 30 meter boven NAP. Dit rivierduinencomplex is overwegend gaaf en duidelijk herkenbaar, het is zeldzaam en daarom een aardkundig monument van grote waarde.
Hier en daar zijn vennetjes te vinden. De vele sloten zijn in het verleden gegraven door boeren om overtollig water af te voeren. Het gebied was vroeger een stuk natter dan tegenwoordig.

## Flora en Fauna
In de bossen leven veel wilde dieren als reeën, konijnen, hazen, fazanten en uilen. Ook zijn er vele bijzondere planten en bomen.